# 鼻肢闽溪蟹
鼻肢闽溪蟹（学名：Minpotamon nasicum）为溪蟹科闽溪蟹属的动物。在中国大陆，分布于福建等地，多栖息于半山处山溪支流岸边水草丛中或泥沙间、溪水流速缓慢以及水质多锈质。